# Lovö kyrkallé

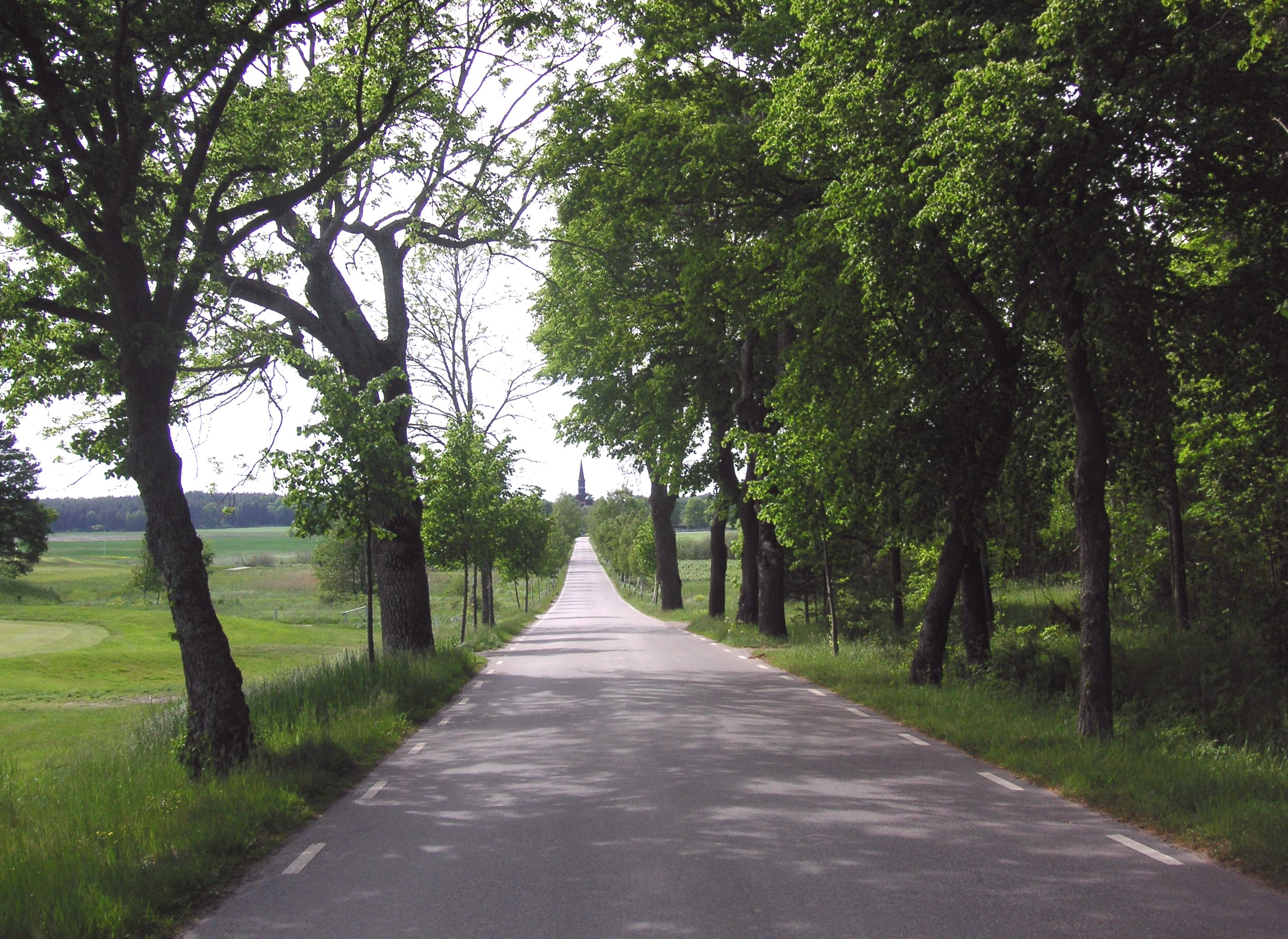
Lovö kyrkallé, vy mot Lovö kyrka, 2007.

Lovö kyrkallé är en landsväg och allé på Lovön, Ekerö kommun. Allén sträcker sig i en rak linje från Grindstugan på Drottningholms slottsområde i öst till Lovö kyrka i väst, en sträcka på cirka 1800 meter. Ungefär halva vägsträckan fram till Lovö skogskyrkogård ingår i världsarvet Drottningholm.

## Historik

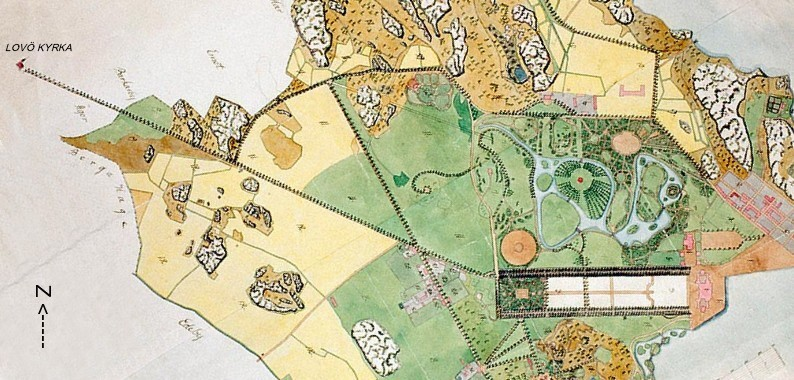
Del av karta över slottsområdet med nuvarande Lovö kyrkallé. Kartan orienterad med norr uppåt.

Lovö kyrkallé fick sin nuvarande utformning på 1750-talet i samband med att Kina slott byggdes och Cantongatan med sina byggnader anlades. Den utformades som en med lindar planterad spikrak allé och siktlinje. Innan nuvarande Ekerövägen drogs genom slottsparken slutade dagens Lovö kyrkallé vid nordvästra hörnet av barockparkens lindallé.
På ett förslag till ny parkgestaltning utfört av Carl Fredrik Adelcrantz år 1777 ser man allén som en centralaxel i en tänkt parkanläggning där ett flertal parkvägar stjärnformig och symmetriskt strålar ut i alla väderstreck. Adelcrantz förslag genomfördes aldrig, lika gick det med Fredrik Magnus Pipers generalplan från 1797, där han ritade en engelsk trädgårdsanläggning med kanaler, sjöar, öar och slingrande parkvägar strax norr om allén, ungefär där nuvarande Ekerövägen korsar Lovö kyrkallé. På Pipers plan syns Cantongatans byggnader längs alléns västra sida.
Fram till 1900-talets början kunde Drottningholms slottsområde nås även via en västra infart från nuvarande Ekerövägen och kyrkallén. Västra entrén var spärrad av en bom, därför kallades den även Cantonbommen. Här uppfördes 1846–1847 ett litet boningshus för bomvakten; Grindstugan, Drottningholm.